# Tubo de Pitot

Tipos de tubos de Pitot

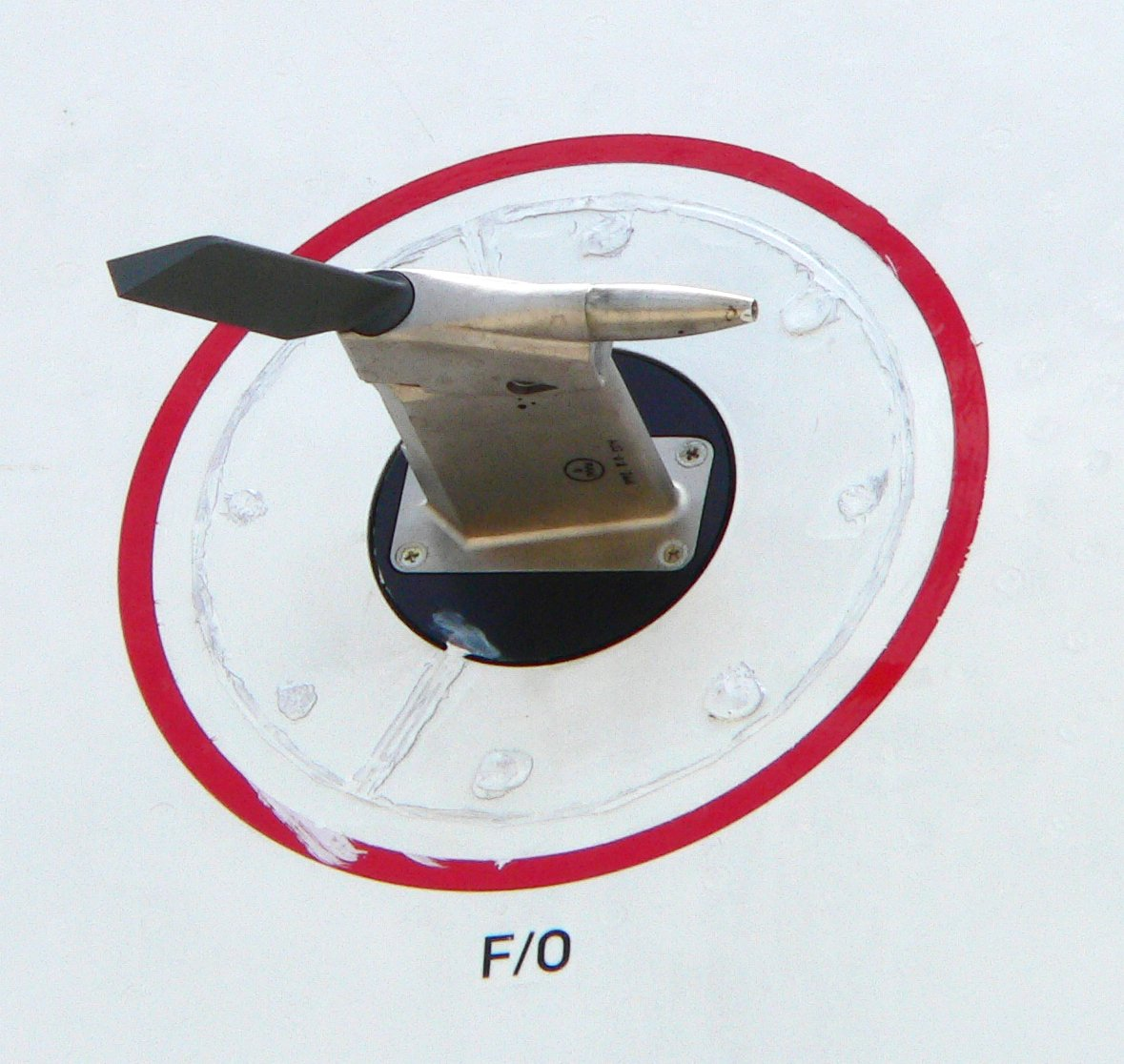
Uso de los tubos de Pitot en aviación para medir la velocidad de desplazamiento del avión con relación a la masa de aire circundante

El tubo de Pitot se utiliza para calcular la presión total, también denominada presión de estancamiento, presión remanente o presión de remanso (suma de la presión estática y de la presión dinámica).
Lo inventó el ingeniero francés Henri Pitot en 1732 y fue modificado por Henry Darcy en 1858. Se utiliza mucho para medir la velocidad del viento en aparatos aéreos y para cuantificar las velocidades de aire y gases en aplicaciones industriales.
Mide la velocidad en un punto dado de la corriente de flujo, no la media de la velocidad del viento.

## Funcionamiento
El instrumento consiste de un tubo que apunta al flujo que se desea medir. En su interior se encuentra un líquido cuya presión de estancamiento permite determinar la velocidad de flujo mediante un despeje de la ecuación de Bernoulli (tratando al fluido como  incompresible):
{\displaystyle p_{t}=p_{estatica}+p_{dinamica}}
{\displaystyle p_{t}=p_{estatica}+\left({\frac {\rho u^{2}}{2}}\right)}
{\displaystyle u={\sqrt {\frac {2(p_{t}-p_{estatica})}{\rho }}}}
donde
- {\displaystyle u} es la velocidad de flujo.
- {\displaystyle p_{t}} la presión de estancamiento (o total).
- {\displaystyle p_{s}} la presión estática.
- {\displaystyle \rho } la densidad del fluido.

## Aplicaciones

### Aviones

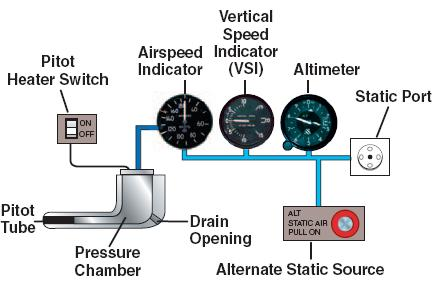
Diagrama de un indicador de la velocidad aérea. A la presión total; medida con el Pitot tube, se le resta la presión estática; recogida por el Static port. De esta manera se obtiene la velocidad aerodinámica.

Los aviones en vuelo realizan ajustes en su altitud de forma periódica, lo que modifica la presión estática. Es decir que para conocer la velocidad aerodinámica verdadera de la aeronave  es necesario medir su presión de estancamiento. A este fin se instalan tubos de Pitot en el fuselaje.

### Automóviles

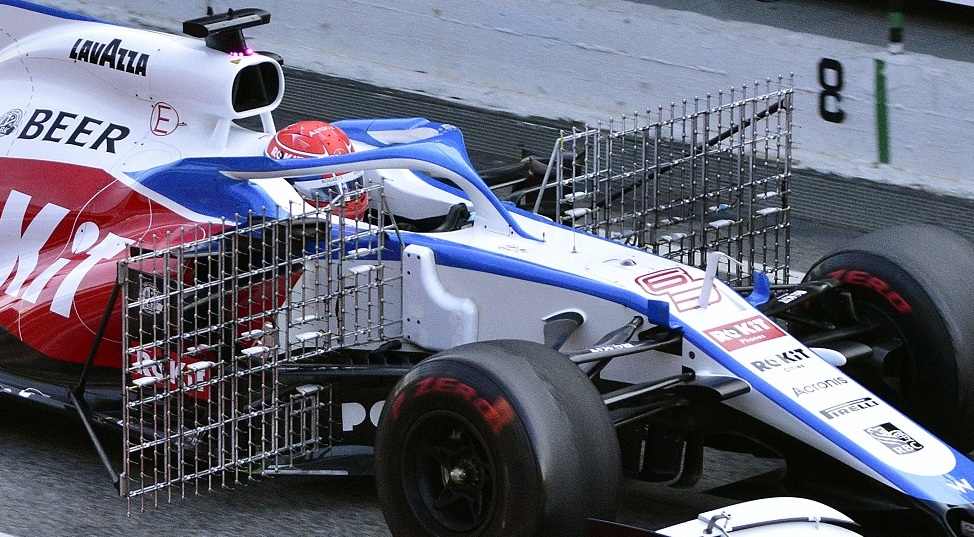
Un automóvil de Fórmula 1 haciendo pruebas con un rastrillo aerodinámico.

Muchos automóviles de carreras aprovechan fenómenos aerodinámicos como el  efecto suelo para generar carga aerodinámica. En un vehículo de estas características las  simulaciones de fluidos no alcanzan la complejidad necesaria. Los diseñadores precisan utilizar un rastrillo aerodinámico para evaluar la eficiencia aerodinámica de un vehículo de forma experimental.

### Industria
Medir el flujo de algún fluido a través de una tubería es una aplicación industrial común de los tubos de Pitot en la industria. Su robusta construcción les permite ser insertados en condiciones de temperatura y presión extremas. Se ofrecen sondas de Pitot que soportan entre −250 °C y 1300 °C.[cita requerida]